# Türkische Botschaft Wien

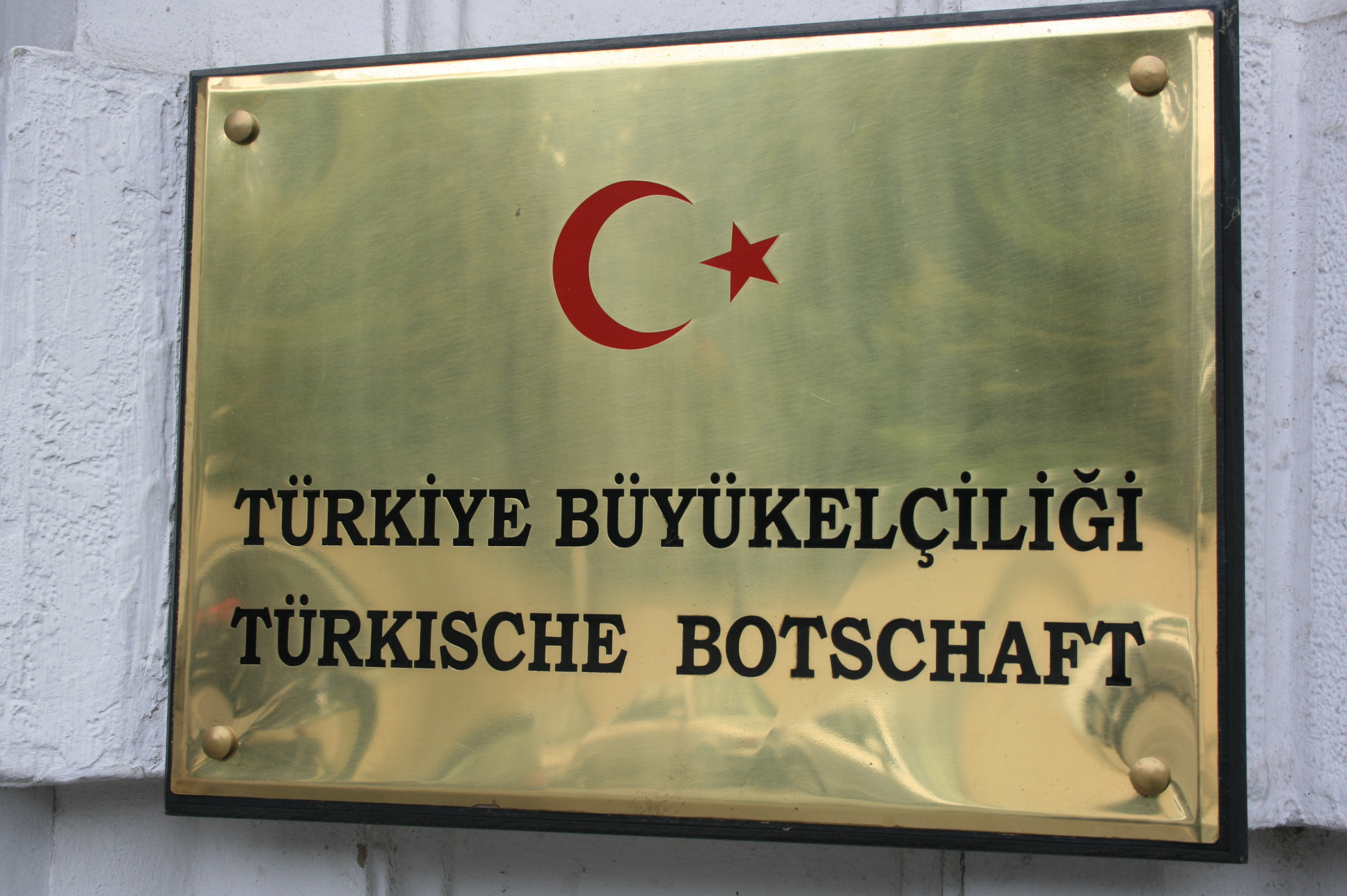
Schild „Türkiye Büyükelçiliği“ – „Türkische Botschaft“

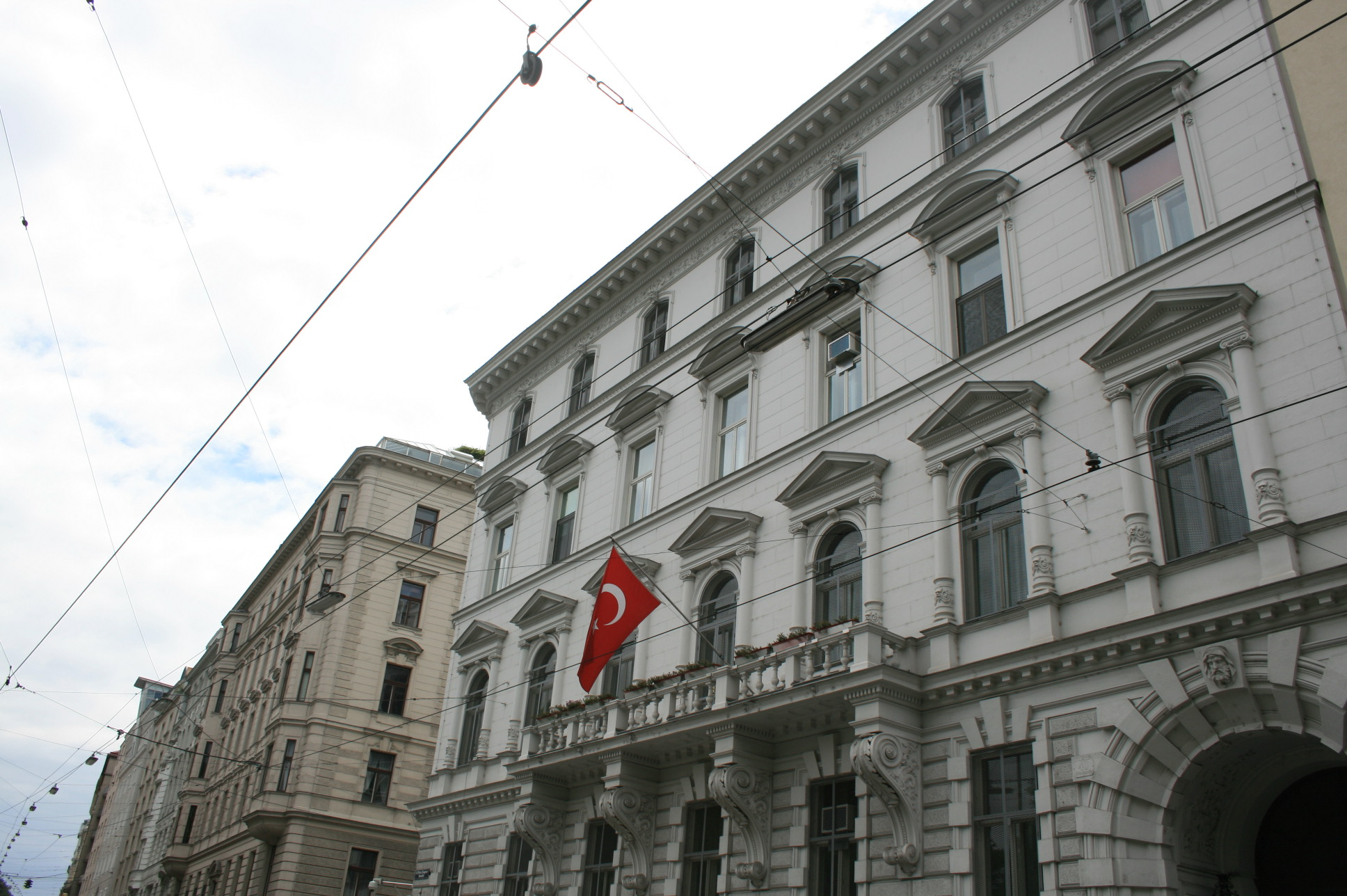
Das Botschaftsgebäude an der Prinz-Eugen-Straße

Die Türkische Botschaft Wien (offiziell: Botschaft der Republik Türkei Wien; Türkiye Cumhuriyeti Viyana Büyükelçiliği oder T.C. Viyana Büyükelçiliği) ist die höchste diplomatische Vertretung der Republik Türkei in Österreich. Seit Februar 2019 residiert Ümit Yardim als Botschafter der Republik Türkei im Botschaftsgebäude.

## Botschaftsgebäude
Das Botschaftsgebäude befindet sich in der Prinz-Eugen-Straße 40 im 4. Wiener Gemeindebezirk. Es liegt gegenüber dem Schloss Belvedere und dem Palais Schwarzenberg (Schwarzenbergplatz).
Der heutige Sitz der Türkischen Botschaft wurde durch das Architekturatelier Fellner & Helmer in den Jahren um 1879 als privates Stadtpalais im Stile der italienischen Spätrenaissance für Alexander Scharf errichtet. Baumeister war Ferdinand Hauser. 1916 kaufte das Osmanische Reich das Gebäude; seitdem dient es als Türkische Botschaft.

## Organisation
Der türkischen Botschaft unterstehen drei türkische Generalkonsulate in Salzburg, Bregenz (zuständig für das Land Vorarlberg) und Wien, welche konsularische Aufgaben bearbeiten. Außerdem befinden sich in Österreich noch Vertretungen der Republik Türkei bei der UNO in Wien und bei der OSZE.
Die türkische Botschaft ist zuständig für 112.150 türkische Staatsbürger, die in Österreich wohnen.
Der Religionsattaché der türkischen Botschaft ist gleichzeitig Vorsitzender von Avusturya Türk-İslam Birliği (ATIB), dem größten islamischen Dachverband in Österreich mit 63 Moscheevereinen, welcher dem türkischen Diyanet İşleri Başkanlığı angeschlossen ist.

## Geschichte
Die bilateralen Beziehungen zwischen Österreich und der Türkei gehen auf die diplomatischen Gesandtschaften von Österreich-Ungarn und dem Osmanischen Reich zurück. Die Vertretung des Osmanischen Reiches in Österreich erfolgte bis Ende des 18. Jahrhunderts durch vorübergehende Botschafter, zwischen 1726 und 1732 agierte so Ömer Aga als Generalkonsul in Wien für Sultan Ahmed III. Umgekehrt wurde schon 1554 Ogier Ghislain de Busbecq von Kaiser Ferdinand I. an den Hof des Sultans entsandt; eine ständige diplomatische Vertretung Österreichs in Konstantinopel bestand ab der zweiten Hälfte des 18. Jahrhunderts. Der erste ständige osmanische Botschafter İbrahim Afif Efendi kam im Jahre 1798 nach Wien.
Zwischen 15. Oktober 1912 bis zum Ende des Ersten Weltkrieges war Hüseyin Hilmi Pascha Botschafter und somit der letzte Diplomat des Osmanischen Reiches in Österreich. Nach dem Zerfall des Reiches blieb Hüseyin Hilmi bis zu seinem Tod im Jahr 1922 in Wien.
Als Datum der Aufnahme diplomatischer Beziehungen zwischen der Republik Türkei und der Republik Österreich kann der 28. Jänner 1924 gesehen werden, an dem ein Freundschaftsvertrag mit der neu gegründeten Republik Türkei abgeschlossen wurde.
1975 drangen armenische Extremisten in die Botschaft ein und erschossen den Botschafter Daniş Tunalıgıl.
Am 20. Juni 1984 ereignete sich in der Theresianumgasse, an die die Botschaft angrenzt, ein Attentat auf einen Attaché durch armenische Extremisten. Als dieser um 08:43 Uhr gerade seinen PKW am Botschaftsparkplatz abstellte, kam es zur Explosion einer im Wagen angebrachten Bombe. Durch die Wucht der Explosion flogen Wrackteile teils 30 Meter weit, im Umkreis von mehreren hundert Metern gingen die Fensterscheiben bis in den fünften Stock zu Bruch. Der vor der Botschaft postierte Polizist erlitt schwere Verbrennungen, fünf weitere Passanten teils schwere Verletzungen.
Die diplomatischen Beziehungen wurden 2004/2005 nachhaltig getrübt durch die österreichische Haltung zu den Beitrittsverhandlungen der Türkei mit der Europäischen Union, als Österreich zeitweilig eine Einigung zur Kandidatur blockierte und als einziges EU-Mitgliedsland forderte, der Türkei neben einer Vollmitgliedschaft auch eine Alternative anzubieten.
Unter dem 2006 berufenen türkischen Botschafter Selim Yenel entschloss sich die Türkei auf Grund der vielen Vorbehalte einen Türkeidialog ins Leben zu rufen, um dadurch mit der österreichischen Bevölkerung in einen direkten Meinungsaustausch zu treten.
2009 wurde Selim Yenel nach Ankara zurückgeholt, um dort die Europa-Sektion des Außenministeriums zu leiten.
Von 2009 bis 2011 war Kadri Ecvet Tezcan Botschafter der Republik Türkei. Im November 2010 sagte Tezcan in einem umstrittenen Interview, „die Innenministerin sollte aufhören, in den Integrationsprozess zu intervenieren“, die Türken wollten „nicht wie ein Virus behandelt werden“, wenn er „der Generalsekretär der UNO, der OSZE oder der Opec wäre, würde er nicht hier bleiben“ und er sei „ein Botschafter von 250.000“ Türken in Österreich (inklusive 110.000 eingebürgerte Österreicher). Das Interview wurde als diplomatischer Eklat gewertet und zog Forderungen nach sich, ihn zur persona non grata zu erklären.
Tezcan wurde frühzeitig im November 2011 abberufen und von Ayşe Sezgin als neue Botschafterin in Wien abgelöst. Von Dezember 2013 bis 2017 war Mehmet Hasan Göğüş türkischer Botschafter in Wien.